# フアン・ハイメ
フアン・ホセ・ハイメ（Juan Jose Jaime, 1987年8月2日 - 2024年12月27日）は、ドミニカ共和国サン・クリストバル州サン・クリストバル出身のプロ野球選手（投手）。右投右打。

## 経歴

### プロ入りとナショナルズ傘下時代
2004年12月7日にモントリオール・エクスポズと契約。
2006年は傘下のルーキー級ドミニカン・サマーリーグ・ナショナルズ2で6試合に登板し、0勝0敗1セーブ・防御率2.61だった。
2007年はルーキー級ドミニカン・サマーリーグ・ナショナルズ1で14試合に登板し、3勝0敗・防御率1.35だった。
2008年はルーキー級ガルフ・コーストリーグ・ナショナルズで8試合に登板し、2勝1敗・防御率4.74だった。
2009年はA-級バーモント・レイクモンスターズで6試合に登板し、2勝1敗・防御率1.88だった。7月にA級ヘイガーズタウン・サンズへ昇格。A級では8試合に登板し、3勝1敗・防御率2.27だった。オフの11月19日にナショナルズとメジャー契約を結び、40人枠入りした。
2010年は開幕前から右肘を故障し、4月1日にトミー・ジョン手術を行ったため、シーズンを全休した。

### ダイヤモンドバックス傘下時代
2010年11月19日にウェーバーでアリゾナ・ダイヤモンドバックスへ移籍した。
2011年3月11日にダイヤモンドバックスと1年契約に合意したが、前年の故障から復帰できず、8月13日にDFAとなり、16日に解雇された。

### ブレーブス時代
2011年8月24日にアトランタ・ブレーブスとマイナー契約を結んだ。
2012年は傘下のA+級リンチバーグ・ヒルキャッツで42試合に登板し、1勝3敗18セーブ・防御率3.16だった。オフの11月2日にブレーブスとメジャー契約を結び、40人枠入りした。
2013年はAA級ミシシッピ・ブレーブスで35試合に登板し、2勝5敗・防御率4.07だった。
2014年2月25日にブレーブスと1年契約に合意。3月20日にAAA級グウィネット・ブレーブスへ配属され、開幕を迎えた。6月19日にメジャーへ初昇格し、翌20日のナショナルズ戦でメジャーデビューを果たした。同点の延長11回裏から登板し、1回を無安打無失点1四球2奪三振に抑えた。昇格後3試合は無失点に抑えていたが、4度目の登板となった6月26日のヒューストン・アストロズ戦で初失点を記録し、28日にAAA級グウィネットへ降格した。7月29日にシェイ・シモンズが故障者リスト入りしたため、メジャーへ昇格。リリーフとして5試合に登板したが、8月14日にAAA級グウィネットへ降格。登録枠が拡大された9月1日にメジャーへ昇格した。この年は16試合に登板し、防御率5.84だった。
2015年開幕前には、阪神タイガースが獲得を検討していると報道されたが実現しなかった。
シーズンでは2試合に登板したが、成績不振で4月13日にDFAとなった。

### ドジャース傘下時代
2015年5月27日にフアン・ウリーベ、クリス・ウィズロウとのトレードで、アルベルト・カヤスポ、エリック・スタルツ、イアン・トーマスと共にロサンゼルス・ドジャースに移籍した。移籍後は40人枠には入らず、傘下のマイナーへ配属された。

### 中日時代
2015年12月1日、日本プロ野球の中日ドラゴンズが獲得したことを発表した。
2016年、右肩痛で出遅れ、7月28日が二軍で初実戦だった。一軍出場はなかった。オフの12月2日に自由契約公示された。

### メキシカンリーグ時代
2017年4月10日にメキシカンリーグのサルティーヨ・サラペメーカーズと契約。5月2日に放出された。5月9日にメキシカンリーグのタバスコ・オルメクスと契約を結んだ。23日に放出された。

## 死去
2024年12月27日、ドミニカ共和国の野球解説者、アントニオ・プエサンはハイメが心臓発作で死去したと伝えた。37歳没。

## 選手としての特徴
平均球速95.6mph（約153.8km/h）、メジャーでの最速98.9mph（約159.1km/h）の速球（フォーシーム、シンカー）が全投球中8割程度を占め、その他にカーブ、チェンジアップを使用する。AA, AAA, MLBでの与四球率は概ね7前後でコントロールが悪いものの、奪三振率は13前後と高い。

## 詳細情報

### 年度別投手成績
| 年 度    | 球 団    | 登 板 | 先 発 | 完 投 | 完 封 | 無 四 球 | 勝 利 | 敗 戦 | セ 丨 ブ | ホ 丨 ル ド | 勝 率 | 打 者 | 投 球 回 | 被 安 打 | 被 本 塁 打 | 与 四 球 | 敬 遠 | 与 死 球 | 奪 三 振 | 暴 投 | ボ 丨 ク | 失 点 | 自 責 点 | 防 御 率 | W H I P |
| -------- | -------- | ----- | ----- | ----- | ----- | -------- | ----- | ----- | -------- | ----------- | ----- | ----- | -------- | -------- | ----------- | -------- | ----- | -------- | -------- | ----- | -------- | ----- | -------- | -------- | ------- |
| 2014     | ATL      | 16    | 0     | 0     | 0     | 0        | 0     | 0     | 0        | 0           | ----  | 62    | 12.1     | 14       | 1           | 9        | 0     | 1        | 18       | 3     | 0        | 8     | 8        | 5.84     | 1.86    |
| 2015     | ATL      | 2     | 0     | 0     | 0     | 0        | 0     | 1     | 0        | 0           | .000  | 8     | 1.1      | 0        | 0           | 4        | 1     | 0        | 1        | 0     | 0        | 1     | 1        | 6.75     | 3.00    |
| MLB：2年 | MLB：2年 | 18    | 0     | 0     | 0     | 0        | 0     | 1     | 0        | 0           | .000  | 70    | 13.2     | 14       | 1           | 13       | 1     | 1        | 19       | 3     | 0        | 9     | 9        | 5.93     | 1.98    |

### 年度別守備成績
| 年 度 | 球 団 | 投手（P） | 投手（P） | 投手（P） | 投手（P） | 投手（P） | 投手（P） |
| 年 度 | 球 団 | 試 合     | 刺 殺     | 補 殺     | 失 策     | 併 殺     | 守 備 率  |
| ----- | ----- | --------- | --------- | --------- | --------- | --------- | --------- |
| 2014  | ATL   | 16        | 0         | 1         | 0         | 0         | 1.000     |
| 2015  | ATL   | 2         | 0         | 1         | 0         | 0         | 1.000     |
| MLB   | MLB   | 18        | 0         | 2         | 0         | 0         | 1.000     |

### 背番号
- 58 （2014年）
- 56 （2015年）
- 42 （2016年）